# Алліку (видовий заповідник)
Видови́й запові́дник А́лліку (ест. Alliku liigikaitseala) — природоохоронна територія в Естонії, у волості Мулґі повіту Вільяндімаа. У заповіднику діє старий режим охорони, затверджений ще в радянські часи.
Загальна площа — 74,4 га.
Заповідник утворений 9 листопада 1992 року.

## Розташування
Розташовується на схід від села Ліллі.

## Опис
Об'єкт охорони — лелека чорний (Ciconia nigra), який відноситься до I природоохоронної категорії (Закон Естонії про охорону природи).
На території заповідника прокладена навчальна стежка (Lilli õpperada).